# Courteney Cox
Courteney Cox   (Birmingham, 15 de juny de 1964) filla de l'empresari Richard Lewis Cox i de la seva dona Courteney Bass (després Copeland).és una actriu nord-americana i model, més coneguda pel seu paper com a Monica Geller en la popular sèrie televisiva (comèdia de situació), Friends. Posteriorment interpreta Jules Cobb, una dona divorciada amb un fill jove en la sèrie de televisió de comèdia Cougar Town.
Gràcies a la bona acollida de la crítica i el públic, va rebre la seva primera nominació al premi Emmy al millor programa de varietats. El 2023, va rebre una estrella al Passeig de la Fama de Hollywood.
Cox és sòcia creadora de la productora audiovisual, Coquette Productions, que va fundar amb el seu exmarit, David Arquette, el 2004. Va debutar com a directora en el telefilm, TalhotBlond (2012), seguit de la pel·lícula de comèdia negra Just Before I Go (2014), i la seva participació com a productora executiva del programa de televisió Celebrity Name Game (2014–2017)
El 2021, va crear una empresa de productes per a la llar, anomenada Homecour

## Cinema
- Down Twisted (1987)
- Masters of the Universe (1987)
- Cocoon: The Return (1988)
- Mr. Destiny (1990)
- Blue Desert (1991)
- Shaking the Tree (1992)
- Ace Ventura: Pet Detective (1994)
- Scream (1996)
- Commandments (1997)
- Scream 2 (1997)
- L'última aposta (The Runner) (1999)
- Scream 3 (2000)
- Els reis del crim (3000 Miles to Graceland) (2001)
- The Shrink Is In (2001)
- Get Well Soon (2001)
- Alien Love Triangle (2002)
- November (2004)
- El clan dels trencalossos (The Longest Yard) (2005)
- Barnyard (2006) (veu)
- Zoom (2006)
- The Tripper (2007)
- Scream (2022)

## Televisió
| Any  | Sèrie de TV o TV movie                    | Personatge                          |
| ---- | ----------------------------------------- | ----------------------------------- |
| 1984 | As the World Turns                        | Bunny                               |
| 1985 | Code Name: Foxfire                        | Flight Attendant                    |
| 1985 | Misfits of Science                        | Gloria Dinallo                      |
| 1986 | The Love Boat                             | Carol                               |
| 1986 | S'ha escrit un crim                       | Carol Bannister                     |
| 1986 | Sylvan in Paradise                        | Lucy Apple                          |
| 1987 | If It's Tuesday, It Still Must Be Belgium | Hana Wyshocki                       |
| 1987 | Family Ties                               | Lauren Miller                       |
| 1988 | I'll Be Home for Christmas                | Nora Bundy                          |
| 1989 | Till We Meet Again                        | Marie-Frederique 'Freddy' de Lancel |
| 1989 | Roxanne: The Prize Pulitzer               | Jacquie Kimberly                    |
| 1990 | Curiosity Kills                           | Gwen                                |
| 1994 | Seinfeld                                  | Meryl                               |
| 1994 | Friends                                   | Monica Geller                       |
| 1995 | Sketch Artist II: Hands That See          | Emmy                                |
| 2001 | Scrubs                                    | Dr. Taylor Maddox                   |
| 2007 | Dirt                                      | Lucy Spiller                        |
| 2009 | Web Therapy                               | Serena DuVall                       |
| 2009 | Cougar Town                               | Jules Cobb                          |
| 2011 | Private Practice                          | Dona                                |